# Grabnaïskos des Aristonautes

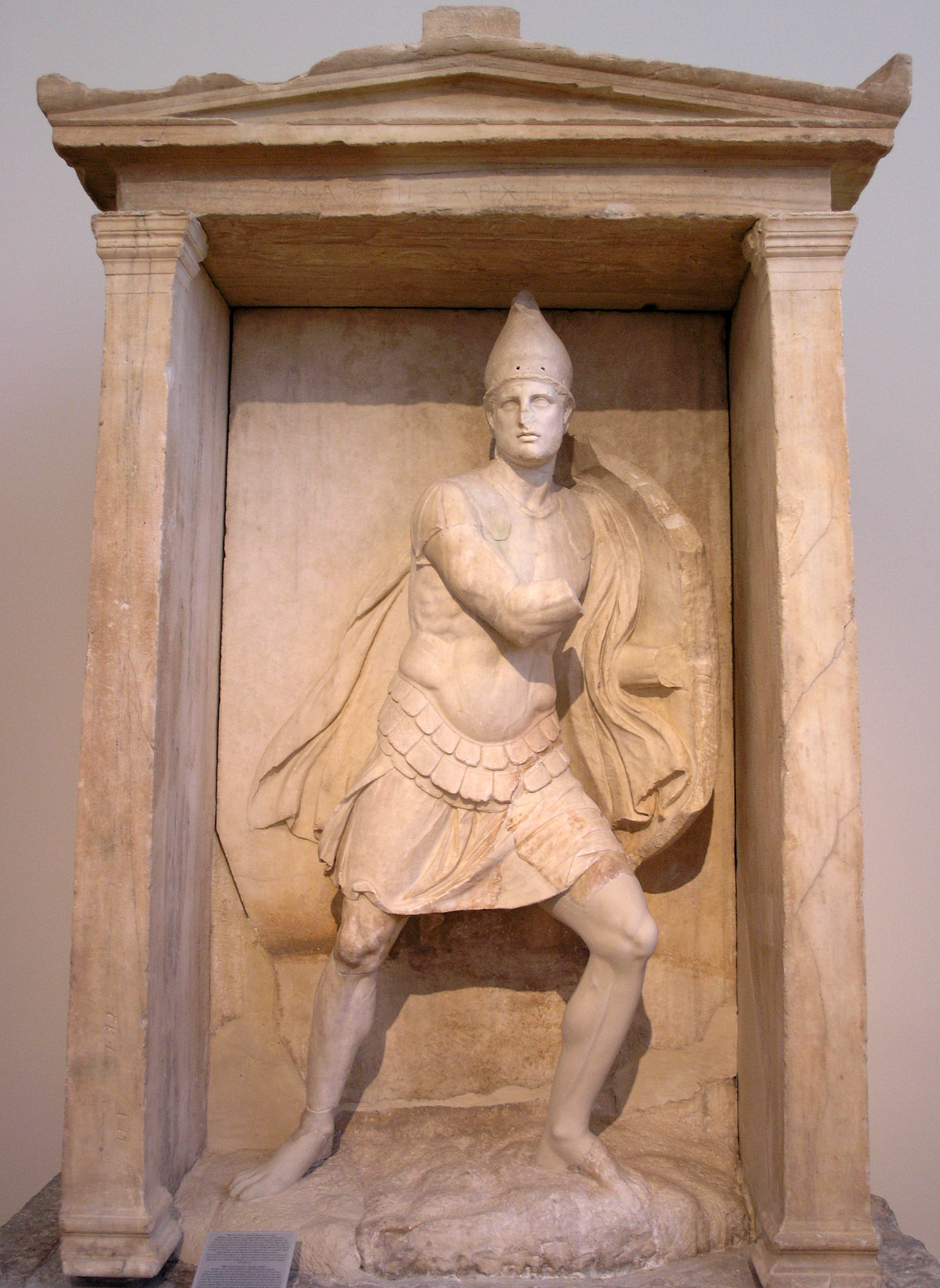

Der Grabnaïskos des Aristonautes im Archäologischen Nationalmuseum Athen (NAMA) mit der Inventarnummer 738 wird in die Zeit um 320 v. Chr. datiert.
Das Grabmonument in der Form eines Naïskos mit einer darin stehenden Statue wurde in der Nähe des Dipylontores auf dem Kerameikos, dem Friedhof des antiken Athen, gefunden. Es wurde aus Pentelischem Marmor gefertigt und hat eine Gesamthöhe von 2,48 m, die Statue allein von 1,55 m. Der größere Teil des Reliefs ist erhalten, doch mussten Teile der Rückseite, des rechten Pilasters, der linke Fuß ab dem Mittelfuß und Teile der dortigen Standfläche sowie ein großer Teil des rechten Beines vom Oberschenkel bis zum Mittelfuß modern ergänzt werden. Beide Unterarme fehlen zum größeren Teil, somit auch die Hände.
Der im Naïskos-Tempel gezeigte Mann in der Ausstattung eines Hopliten ist durch eine Inschrift am Architrav bekannt. Es handelt sich um Aristonautes, den Sohn des Archenautes, aus dem Demos Halai (Ἀριστοναύτης Ἀρχεναύτο Ἁλαιεύς). Aristonautes steht breitbeinig, einen Großteil der Grundfläche des Naïskos einnehmend, mit den rechten Fuß und dem Gesicht frontal zum Betrachter gewandt. Der restliche Körper ist nach links gewandt und vermittelt so den Eindruck einer Bewegung. Er ist bereit, einen Gegner zu attackieren. Aristonautes trägt einen kurzen Chiton, einen Brustpanzer, eine Chlamys und einen Helm. Der rechte Arm hält einen Schild, in der linken Hand ist wohl ein Schwert zu vermuten. Das Grabmonument ist ein kulturhistorisch bedeutendes Werk. Es steht am Übergang von der Klassik zur Kunst des Hellenismus. Bei der Datierung sind sich die Forscher nicht ganz einig, sie wird von 350 bis 310 v. Chr. angesetzt.

## Belege
1. ↑  Inscriptiones Graecae (IG) II² 5462.
2. ↑  Nikolaos Kaltsas: um 320 v. Chr.; Manolis Andronikos: um 320/10 v. Chr.